# ベルナール・メネズ
ベルナール・メネズ（Bernard Menez、1944年8月8日 - ）は、フランスの俳優、歌手である。

## 経歴
1944年8月8日、ヨンヌ県に生まれる。1973年、フランソワ・トリュフォー監督の『アメリカの夜』とジャック・ロジエ監督の『オルエットの方へ』に出演する。1986年には、ロジエ監督の『メーヌ・オセアン』に出演した。

## フィルモグラフィー

### 映画
- アメリカの夜（1973年）
- オルエットの方へ（1973年）
- メーヌ・オセアン（1986年）
- 女っ気なし（2011年）
- やさしい人（2013年）

## ディスコグラフィー

### シングル
- Jolie Poupée（1983年）
- Qu'Est-C'Qu'il A En Haut?（1984年）
- Le Petit Ane（1984年）
- Mademoiselle Vidéo（1986年）